# Orbita polare
Un'orbita polare è un'orbita che permette al satellite che la percorre di passare sopra entrambi i poli del corpo celeste attorno a cui ruota (ad esempio un pianeta). Quindi l'orbita polare è un caso particolare di orbita inclinata rispetto al piano equatoriale con un'inclinazione molto vicina ai 90° rispetto all'equatore.
Un particolare tipo di orbite polari sono le orbite eliosincrone, che hanno la proprietà di passare sopra ogni punto a terra sempre alla stessa ora locale. In questo caso si parla anche di morning orbit o afternoon orbit, in base all'ora in cui il satellite attraversa l'equatore, o anche di dawn-dusk o early morning orbit. L'orbita eliosincrona è ottenuta scegliendo un particolare abbinamento dei parametri di altezza e inclinazione. Questa proprietà offre alcuni vantaggi: da un lato mantiene un lato del satellite sempre in ombra (facilitando la dissipazione del calore da parte di alcune apparecchiature di bordo), dall'altro permette di effettuare osservazioni della Terra sempre alle stesse condizioni di illuminazione solare. La maggior parte delle orbite terrestri polari sono di questo tipo.
Una volta fissato il piano orbitale, quasi perpendicolare alla rotazione del corpo centrale, il satellite passerà sopra il pianeta con diverse longitudini, quindi passerà sopra ogni regione del corpo centrale. Per questa caratteristica, l'orbita polare è spesso utilizzata per missioni di mappatura e osservazione terrestre ovvero telerilevamento e  satelliti meteorologici.
Poiché non esistono orbite geostazionarie polari, per ottenere un'esposizione su un solo polo per lungo tempo, benché a grande distanza, vengono utilizzate delle orbite ellittiche con grandi eccentricità e con apogeo sopra la zona da osservare: queste orbite, molto utilizzate dall'Unione Sovietica durante la Guerra Fredda, sono definite orbite Molniya.